# 沉默之聲 (林多玫歌曲)
沉默之聲是澳大利亚女歌手林多玫的歌曲，安東尼·埃吉齊（Anthony Egizii）、大衛·穆梅西（David Musumeci）共同創作。單曲於2016年3月11日透過澳洲索尼音樂發行，首周空降澳大利亚唱片业协会單曲榜第5名，榮獲澳大利亚唱片业协会白金唱片認證。歌曲代表澳大利亚參與2016年在瑞典斯德哥尔摩舉辦的2016年歐洲歌唱大賽，最終以511分奪得亞軍。

## 製作與發行
沉默之聲由安東尼·埃吉齊（Anthony Egizii）、大衛·穆梅西（David Musumeci）共同創作，歌曲時長3分15秒，以
拍的e小調創作，每分鐘136拍。這是首典型的谣曲。德國《明鏡》形容曲風是靈魂流行谣曲，而《每日电讯报》的記者伊莎貝爾·莫漢（Isabel Mohan）稱歌曲聽起來像。
歌曲首度公布於2013年3月10日在《The Feed》上公布，隔日，澳洲索尼音樂正式於各大平台發行歌曲。林多玫在賽前多次演唱沉默之聲，先是在4月10日的現場演唱，又在12日的上演唱，再來是23日的华纳兄弟电影世界和28日的Westfield Parramatta。

## 歐洲歌唱大賽

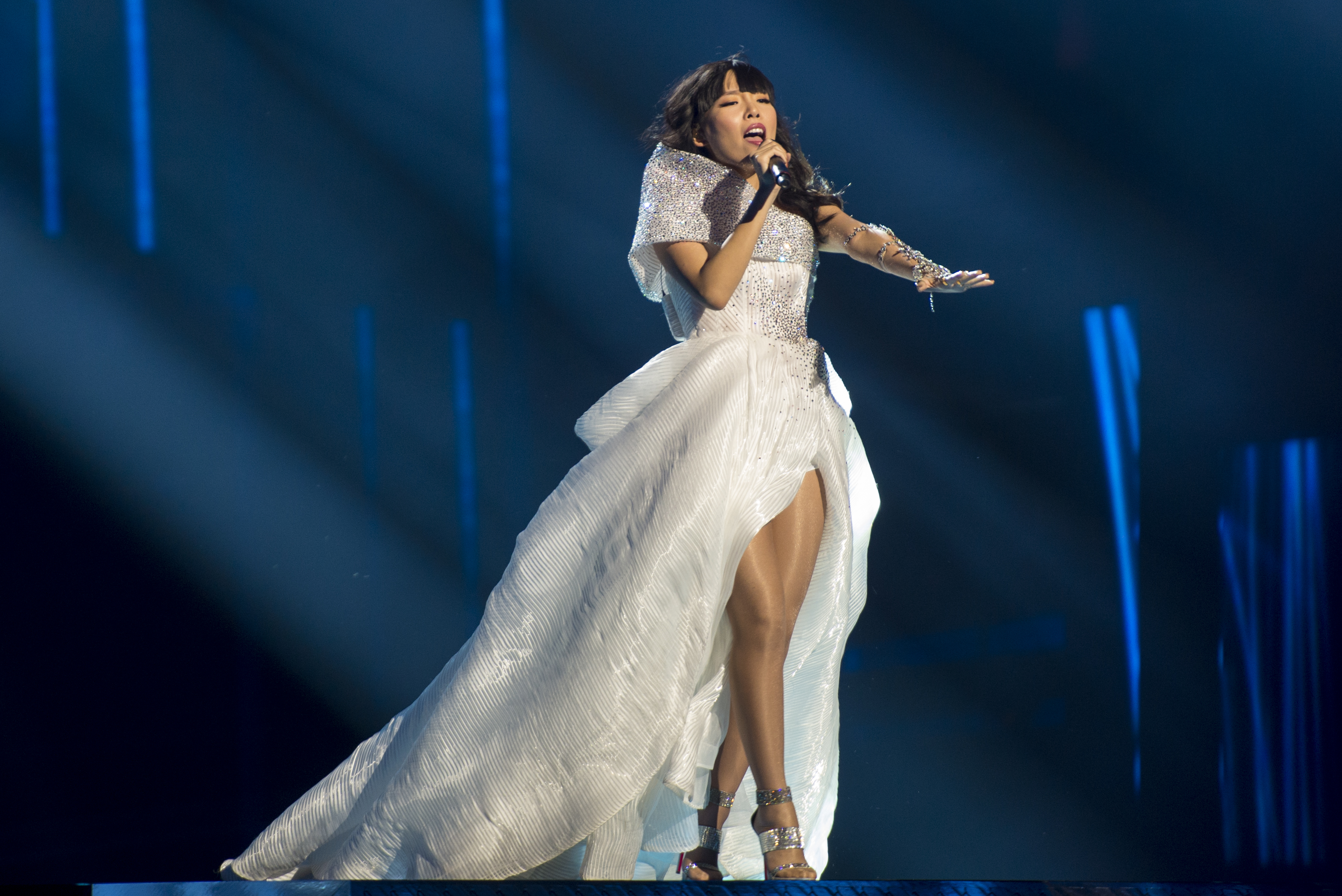
林多玫在2016年歐洲歌唱大賽

為慶祝歐洲歌唱大賽60周年，澳大利亚獲邀參與2015年歐洲歌唱大賽，特别广播服务公司（SBS）派出蓋·賽巴斯汀和歌曲Tonight Again參賽，最終以196分獲得比賽第5名。由於反響熱烈，歐洲廣播聯盟宣布澳大利亚將再次參與比賽。透過內部決定的方式宣布林多玫將代表澳大利亚參賽，參賽作品於2016年3月10公開，多玫表示：「第一次聽到這首歌就知道它是完美的歐洲歌唱大賽曲目。沉默之聲有許多含意，其中一個是遠離並斷開和喜愛之人的聯繫，我們正生活在一個無時無刻很容易聯繫的世界，然而越聯繫就越加孤單。我等不及要在斯德哥爾摩現場表演，和大家見面。」
本屆歐洲歌唱大賽於瑞典斯德哥爾摩球形體育館舉行，由於此次澳大利亚並非特別選手、獲勝國和五大國，按照慣例需要參加半決賽才能晉級決賽。沉默之聲經過「半決賽分配抽籤」被安排在5月10日舉行的第二場半決賽（Semi-final 2），演出序位10。林多玫身穿澳大利亚設計師史蒂文·哈利勒設計的婚紗在在立方體上演唱，並以330分獲得第二場半決賽冠軍，成功進入決賽。
隨著投票制度改變，各國評分被分為「電視觀眾票選」及「專業評審委員」，使每個國家從最多給予12分改為給予24分。在14日的決賽，林多玫以511分獲得2016年歐洲歌唱大賽亞軍，其評審得分320分，觀眾得分191分。歌曲獲頒馬塞爾·貝桑松獎「作曲家獎」。

## 專業評價
Vox記者扎克·博尚（Zack Beauchamp）覺得和You Are the Only One相比顯得有些無聊，但視覺效果非常酷炫。。《明鏡》稱今年沒有人像林多玫那樣用絕對的自信和實力演出。Wiwibloggs根據內部評審團給予歌曲7.92/10分，評審們稱讚多玫的歌聲，認為就算場上有其他女歌手唱抒情歌曲觀眾也會投票給他。
《亮点》的延斯·迈尔（Jens Maier）表示這首有著強力鼓點的抒情歌曲完美契合多玫，製作團隊讓她彷彿是女神，充斥著力量、戲劇和神秘感。將歌曲列為「2010年代百大歐洲歌唱大賽歌曲」第27名，評論表示雖然舞台效果更好，但不可否認歌曲重新定義何謂強力抒情，聽眾能夠感受到多玫的心意。英國媒體Metro將歌曲選為「過去10年來最受歡迎的歐洲歌唱大賽歌曲」第13名，稱任何抱怨澳洲不該參賽的傢伙都該看看它，沉默之聲比1944更該獲得冠軍。

## 曲目列表
| 數位下載 | 數位下載         | 數位下載 |
| 曲序     | 曲目             | 时长     |
| -------- | ---------------- | -------- |
| 1.       | Sound of Silence | 3:15     |

| 數位下載 | 數位下載                      | 數位下載 |
| 曲序     | 曲目                          | 时长     |
| -------- | ----------------------------- | -------- |
| 1.       | Sound of Silence (Short Edit) | 3:04     |

| 數位下載 | 數位下載                                 | 數位下載 |
| 曲序     | 曲目                                     | 时长     |
| -------- | ---------------------------------------- | -------- |
| 1.       | Sound Of Silence (7th Heaven Club Mix)   | 7:57     |
| 2.       | Sound Of Silence (7th Heaven Radio Edit) | 4:18     |

## 參與名單
來源：Qobuz
- 林多玫 – 聯合演出、主藝人
- 安東尼·埃吉齊（Anthony Egizii） – 詞曲創作、混音工程
- DNA Songs – 製作人、程式設計師
- 大衛·穆梅西（David Musumeci） – 詞曲創作、混音工程
- 莱昂·泽尔沃斯（英语：Leon Zervos） – 母帶工程

## 榜單表現
| 排行榜（2016年）                     | 排名 |
| ------------------------------------ | ---- |
| 澳大利亚（澳大利亚唱片业协会單曲榜） | 5    |
| 奧地利（Ö3四十強單曲榜）             | 39   |
| 比利时佛兰德（Ultratip）             | 10   |
| 芬蘭（芬蘭官方下載榜）               | 11   |
| 法國（法國唱片出版業公會單曲榜）     | 69   |
| 德國（德國官方單曲榜）               | 57   |
| 冰島（RÚV）                          | 9    |
| 荷蘭（百大單曲榜）                   | 100  |
| 蘇格蘭（官方榜单公司單曲榜）         | 22   |
| 瑞典（瑞典最熱榜）                   | 17   |
| 瑞士（瑞士热门音乐榜）               | 55   |
| 英國（官方榜單公司單曲榜）           | 160  |
| 英國（官方榜單公司下載榜）           | 54   |

| 國家或地區                                         | 認證 | 認證單位/銷量 |
| -------------------------------------------------- | ---- | ------------- |
| 澳大利亞（澳大利亚唱片业协会）                     | 白金 | 70,000‡       |
| 瑞典（瑞典唱片業協會）                             | 金   | 20,000^       |
| - ‡僅含認證的串流媒體+實際銷量 - ^僅含認證的出貨量 |      |               |